# رنه کایه
آگوست رنه کایه (Auguste René Caillié) (۱۹ نوامبر ۱۷۹۹–۱۷ مه ۱۸۳۸) یک کاشف فرانسوی بود و اولین اروپایی که از شهر تیمبوکتو زنده برگشت. قبل از کایه، یک افسر بریتانیایی، سرگرد گوردون لاینگ، در سپتامبر ۱۸۲۶ هنگام ترک شهر تیمبوکتو، به قتل رسید.
کایه در روستایی نزدیک بندر روشفور در غرب فرانسه به‌دنیا آمد. والدین او فقیر بودند و وقتی که او هنوز جوان بود، مُردند. در ۱۶ سالگی، خانه را ترک کرد و به عنوان یکی از اعضای خدمه یک کشتی نیروی دریایی فرانسه که به سمت سنت لوئیس در ساحل سنگال مدرن در غرب آفریقا می‌رفت، ثبت نام کرد. او برای چند ماه در آنجا ماند سپس به همراه یک کشتی تجاری از اقیانوس اطلس به مقصد گوادلوپ، عبور کرد. او دومین دیدارش را از غرب آفریقا، دو سال بعد انجام داد. زمانی که او یک هیئت اعزامی انگلیسی که از صحرای فریو به سمت باکئل بر روی رود سنگال می‌رفتند را همراهی کرد.
کایه در ۱۸۲۴ با تمایل قوی برای تبدیل شدن به یک کاشف و دیدار از تیمبوکتو، به سنت لوئیس برگشت. به منظور اجتناب از برخی سختی‌ها که در سفرهای پیشین تجربه کرده بود، تصمیم گرفت به تنهایی در لباس مسلمانان سفر کند. او فرماندار فرانسوی سنت لوئیس را متقاعد کرد که برای تأمین هزینه اقامت ۸ ماهه با مردم عشایر در منطقه براکنا در جنوب موریتانی، کمک کند جاییکه زبان عربی و آداب و رسوم اسلامی را آموخت. او نتوانست کمک مالی بیشتری از دولت فرانسه و بریتانیا، دریافت کند. اما با جایزه ۹ هزار فرانکی ارائه شده توسط انجمن جغرافیای پاریس برای اولین شخصی که با توصیفی از تیمبوکتو برگردد، تشویق شد و تصمیم گرفت که هزینه سفر را خودش تأمین کند. او برای پس‌انداز مقداری پول، چند ماه در سیرالئون، مستعمره بریتانیا، کار کرد. سپس با کشتی در گینه نو به سمت بوکه در ریونونز سفر کرد. از آنجا در آوریل ۱۸۲۷ در سراسر غرب آفریقا، حرکت کرد. او یکسال بعد به تیمبوکتو رسید و برای دو هفته آنجا ماند قبل از اینکه از صحرای بزرگ به سمت طنجه در مراکش برود.
در بازگشت به فرانسه، جایزه ۹۰۰۰ فرانکی انجمن جغرافیای فرانسه را به او داده شد و با کمک محققی به نام، ادمی فرانسوا جمرد، گزارشی از سفر خود منتشر کرد. در ۱۸۳۰، نشان طلای انجمن جغرافیا، به او اعطا شد.
کایه ازدواج کرد و در نزدیک محل تولدش ساکن شد. او از ضعف سلامتی رنج می‌برد و در ۳۸ سالگی بر اثر بیماری سل، درگذشت.

## اوایل زندگی
رنه کایه در ۱۹ نوامبر ۱۷۹۹ در مائوز سور لمیگنون، در روستایی در بخش دئوکس سورس در غرب فرانسه، به دنیا آمد. پدرش، فرانسیس کایه، به عنوان نانوا کار می‌کرد. اما چهار ماه قبل از تولد رنه، او به سرقتی کوچک متهم شد و به ۱۲ سال کار سخت در یک تبعیدگاه در راشفورت محکوم شد. او در ۴۶ سالگی در سال ۱۸۰۸ در آنجا مُرد. مادر رنه، الیزابت نی لپین، ۳ سال بعد، در سال ۱۸۱۱ در ۳۸ سالگی، فوت کرد. بعد از مرگ مادرش، او و خواهر ۱۸ ساله‌اش سلست، توسط مادربزرگ مادری‌شان، نگه‌داشته شدند.

## اولین سفرها به آفریقا
کایه در ۱۶ سالگی با ۶۰ فرانکی که از مادربزرگش به ارث برده بود، خانه را ترک کرد. او به سمت بندر راشفورد رفت. ۵۰ کیلومتری (۳۱ مایلی) موزسورلمیگنن در رودخانه چارنته. آنجا، او به عنوان خدمه کشتی لویر ثبت نام کرد. یک کشتی ذخیره نیروی دریایی فرانسه که قرار بود ناوچه مدوس و دو کشتی دیگر را در سفر بازپس‌گیری مستعمره فرانسوی سنت لوئیس از بریتانیا بر اساس شرایط ۱۸۱۴ و ۱۸۱۵ عهدنامه پاریس، همراهی کند. این چهار کشتی در ژوئن ۱۸۱۶ لنگرگاه خود را در نزدیکی ایل دایکس در دهانه رودخانه چارنت ترک کردند. مدوس جلوتر از لویر رفت و در ساحل آرگین در سواحل موریتانی امروزی غرق شد. تعدادی از بازمانده‌ها توسط کشتی‌های دیگر نجات یافتند. این کشتی غرق شده عمومیت زیادی دریافت کرد و موضوع یک نقاشی رنگ روغن معروف به نام «قایق مدوسا» اثر تئودور ژریکو شد. وقتی سه کشتی باقی‌مانده فرانسوی به سنت لوئیس رسیدند، متوجه شدند که فرماندار بریتانیایی، آماده تحویل مستعمره، نیست؛ بنابراین کشتی‌ها به سمت جنوب ادامه دادند و در جزیره گوره در نزدیکی داکار، لنگر انداختند. کایه چند ماه قبل از برگشتن به سنت لوئیس مدتی را در داکار که در آن زمان، فقط یک روستا بود، گذراند. در آنجا او متوجه شد که یک هیئت اعزامی انگلیسی به رهبری سرگرد ویلیام گری در حال آماده شدن برای ترک گامبیا برای کاوش در داخل قاره است. کایه مایل بود خدمات خود را ارائه دهد و با دو همراه در امتداد ساحل به راه افتاد. او قصد داشت ۳۰۰ کیلومتر (۱۹۰ مایل) را با پای پیاده طی کند، اما گرمای بسیار شدید و کمبود آب را طاقت‌فرسا دید. او نقشه خود را در داکار رها کرد و در عوض یک عبور رایگان از طریق اقیانوس اطلس از یک تاجر به گوادلوپ به دست آورد.
کایه برای شش ماه در گوادلوپ استخدام شد. زمانی که در آنجا بود، گزارش مانگو پارک را از اکتشاف خود در نیجر میانی در مالی امروزی خواند. گزارشی از نخستین سفر او در سال ۱۷۹۹ به زبان فرانسه، چاپ شده بود. پارک سفر اکتشافی دوم خود را در ۱۸۰۵ آغاز کرده بود اما هنگام گذر از تندبادها در نیجر نزدیک بوسا، همان نیجریه امروزی، غرق شد. گزارشی از سفر دوم به انگلیسی در سال ۱۸۱۵ منتشر شده بود.
کایه به بوردو در فرانسه بازگشت و سپس به سنگال سفر کرد و در پایان سال ۱۸۱۸ به آنجا رسید. او سفری به داخل کشور به استان قبل از استعمار بوندو انجام داد تا تدارکات را برای یک اعزام بریتانیایی حمل کند، اما از تب بیمار شد و مجبور شد به فرانسه بازگردد.
در سال ۱۸۲۴ او برای سومین بار با آرزوی بازدید از مناطق داخلی آفریقا به سنگال بازگشت. انجمن جغرافیا مستقر در پاریس به اولین اروپایی که تیمبوکتو را ببیند و زنده از آن بازگردد، جایزه ۹۰۰۰ فرانکی ارائه می‌کرد و معتقد بود این شهر غنی و شگفت‌انگیز است. او هشت ماه را با مورهای براکنا ساکن شمال رودخانه سنگال گذراند و زبان عربی را آموخت، قوانین و آداب اسلام را به عنوان یک مسلمان آموخت. او پروژه خود را برای رسیدن به تیمبوکتو قبلاً پیش فرماندار سنگال مطرح کرد، اما هیچ تشویقی دریافت نکرد. به سیرالئون رفت، جاییکه مقامات بریتانیا او را سرپرست یک مزرعه نیل کردند. با پس‌انداز ۸۰ پوندی به کاروان ماندینگو که به داخل کشور می‌رفت، پیوست. او لباسی مانند مسلمانان به تن داشت و اعلام کرد که یک عرب مصری است که توسط فرانسوی‌ها به سنگال برده شده‌است و می‌خواهد کشور خود را بازپس گیرد.

## سفر به تیمبوکتو
از کاکوندی نزدیک بوکه در ریونونز در ۱۹ آوریل ۱۸۲۷ آغاز کرد. کایه، در امتداد تپه‌های فوتا دژالون به سمت شرق، سفر کرد. از رودخانه‌های اصلی سنگال، گذر کرد و از بالای نیجر در کروسا عبور نمود.

## مرگ و میراث
کایه بر اثر بیماری سل در ۱۷ مه ۱۸۳۸ در لگریپری سنت سیمفورین در دپارتمان چارنیت‌مارتیم، جاییکه صاحب عمارت لابادابر بود، درگذشت.
کایه به خاطر رویکردش به اکتشاف، مشهور است. در دوره‌ای که سفرهای اکتشافی بزرگ با پشتیبانی سربازان و استفاده از باربران سیاه‌پوست متداول بود، کایه سال‌ها به یادگیری زبان عربی، مطالعه آداب و رسوم و دین اسلام پرداخت و قبل از اینکه با یک همراه و بعداً به تنهایی به سفر برود، مانند بومیان زندگی کرد. نظر او در مورد تیمبوکتو خیلی متفاوت از نظر لائینگ بود که آن را شهری شگفت‌آور توصیف کرده بود. کایه آن را شهری کوچک اظهار کرد که بی‌اهمیت و فقیر است و هیچ نشانی از شهرت افسانه‌ای که پیش از آن گفته شده بود، نیست.

## ارجاعات
1. ↑  Masonen 2000, pp. 267–268.
2. ↑  Quella-Villéger 2012, pp. 17–18.
3. ↑  Quella-Villéger 2012, pp. 19–23.
4. ↑  Quella-Villéger 2012, pp. 28–29.
5. ↑  Quella-Villéger 2012, p. 31.
6. ↑  Quella-Villéger 2012, p. 33.
7. 1 2  Quella-Villéger 2012, p. 34.
8. ↑  Quella-Villéger 2012, p. 42.
9. ↑  Caillié 1830b, Vol. 1, p. 3.
10. ↑  Caillié 1830b, Vol 1, pp. 4–5.
11. ↑  Quella-Villéger 2012, pp. 36–37.
12. 1 2  Caillié 1830b, Vol. 1, p. 5.
13. ↑  Park 1799a.
14. ↑  Park 1815.
15. ↑  Caillié 1830b, Vol. 1 pp. 5–19.
16. ↑  Caillié 1830b, Vol. 1 pp. 19–20.
17. ↑  Anonymous 1825.
18. ↑  Quella-Villéger 2012, p. 52.
19. ↑  Caillié 1830b, Vol. 1, p. 146.
20. ↑  Caillié 1830b, Vol. 1, p. 169.
21. ↑  Caillié 1830b, Vol. 1, p. 250.
22. ↑  Quella-Villéger 2012, p. 244.
23. ↑  Masonen 2000, pp. 269–270.